# Slovakiens landslag i drakbåt
Slovakiens landslag i drakbåt representerar Slovakien i landslagstävlingar i drakbåt.

## Seniorlandslaget

### ICF-VM
I tabellen visas de medaljer som Slovakien tagit i VM som arrangeras av International Canoe Federation (ICF).
| År     | Värdort     | Guld                  | Silver                | Brons                 | Totalt                |
| ------ | ----------- | --------------------- | --------------------- | --------------------- | --------------------- |
| 2006   | Kaohsiung   | ?                     | ?                     | ?                     | ?                     |
| 2008   | Poznań      | ?                     | ?                     | ?                     | ?                     |
| 2010   | Szeged      | ?                     | ?                     | ?                     | ?                     |
| 2012   | Milano      | Slovakien deltog inte | Slovakien deltog inte | Slovakien deltog inte | Slovakien deltog inte |
| 2014   | Poznań      | Slovakien deltog inte | Slovakien deltog inte | Slovakien deltog inte | Slovakien deltog inte |
| 2016   | Moskva      | Slovakien deltog inte | Slovakien deltog inte | Slovakien deltog inte | Slovakien deltog inte |
| 2018   | Gainesville | ?                     | ?                     | ?                     | ?                     |
| 2022   | Račice      | ?                     | ?                     | ?                     | ?                     |
| Totalt | Totalt      | 0                     | 0                     | 0                     | 0                     |

### IDBF-VM
I tabellen visas de medaljer som Slovakien tagit i VM som arrangeras av International Dragon Boat Federation (IDBF).
| År     | Värdort      | Guld                  | Silver                | Brons                 | Totalt                |
| ------ | ------------ | --------------------- | --------------------- | --------------------- | --------------------- |
| 1995   | Yueyang      | Slovakien deltog inte | Slovakien deltog inte | Slovakien deltog inte | Slovakien deltog inte |
| 1997   | Hongkong     | Slovakien deltog inte | Slovakien deltog inte | Slovakien deltog inte | Slovakien deltog inte |
| 1999   | Nottingham   | Slovakien deltog inte | Slovakien deltog inte | Slovakien deltog inte | Slovakien deltog inte |
| 2001   | Philadelphia | Slovakien deltog inte | Slovakien deltog inte | Slovakien deltog inte | Slovakien deltog inte |
| 2003   | Poznań       | Slovakien deltog inte | Slovakien deltog inte | Slovakien deltog inte | Slovakien deltog inte |
| 2004   | Shanghai     | Slovakien deltog inte | Slovakien deltog inte | Slovakien deltog inte | Slovakien deltog inte |
| 2005   | Berlin       | Slovakien deltog inte | Slovakien deltog inte | Slovakien deltog inte | Slovakien deltog inte |
| 2007   | Sydney       | ?                     | ?                     | ?                     | ?                     |
| 2009   | Račice       | 1                     | 0                     | 0                     | 1                     |
| 2011   | Tampa Bay    | Slovakien deltog inte | Slovakien deltog inte | Slovakien deltog inte | Slovakien deltog inte |
| 2013   | Szeged       | Slovakien deltog inte | Slovakien deltog inte | Slovakien deltog inte | Slovakien deltog inte |
| 2015   | Welland      | Slovakien deltog inte | Slovakien deltog inte | Slovakien deltog inte | Slovakien deltog inte |
| 2017   | Kunming      | Slovakien deltog inte | Slovakien deltog inte | Slovakien deltog inte | Slovakien deltog inte |
| 2019   | Pattaya      | ?                     | ?                     | ?                     | ?                     |
| 2023   | Pattaya      | ?                     | ?                     | ?                     | ?                     |
| Totalt | Totalt       | 1                     | 0                     | 0                     | 1                     |

### ECA-EM
I tabellen visas de medaljer som Slovakien tagit i EM som arrangeras av European Canoe Association (ECA).
| År     | Värdort           | Guld                  | Silver                | Brons                 | Totalt                |
| ------ | ----------------- | --------------------- | --------------------- | --------------------- | --------------------- |
| 2015   | Auronzo di Cadore | Slovakien deltog inte | Slovakien deltog inte | Slovakien deltog inte | Slovakien deltog inte |
| 2017   | Szeged            | Slovakien deltog inte | Slovakien deltog inte | Slovakien deltog inte | Slovakien deltog inte |
| 2019   | Moskva            | ?                     | ?                     | ?                     | ?                     |
| Totalt | Totalt            | 0                     | 0                     | 0                     | 0                     |

### EDBF-EM
I tabellen visas de medaljer som Slovakien tagit i EM som arrangeras av European Dragon Boat Federation (EDBF).
| År     | Värdort          | Guld                  | Silver                | Brons                 | Totalt                |
| ------ | ---------------- | --------------------- | --------------------- | --------------------- | --------------------- |
| 1996   | Silkeborg        | Slovakien deltog inte | Slovakien deltog inte | Slovakien deltog inte | Slovakien deltog inte |
| 1998   | Rom              | ?                     | ?                     | ?                     | ?                     |
| 2000   | Malmö            | Slovakien deltog inte | Slovakien deltog inte | Slovakien deltog inte | Slovakien deltog inte |
| 2002   | Poznań           | Slovakien deltog inte | Slovakien deltog inte | Slovakien deltog inte | Slovakien deltog inte |
| 2004   | Stockton-on-Tees | Slovakien deltog inte | Slovakien deltog inte | Slovakien deltog inte | Slovakien deltog inte |
| 2006   | Prag             | 1                     | 1                     | 1                     | 3                     |
| 2008   | Sabaudia         | 1                     | 0                     | 1                     | 2                     |
| 2010   | Amsterdam        | 0                     | 0                     | 0                     | 0                     |
| 2012   | Nottingham       | Slovakien deltog inte | Slovakien deltog inte | Slovakien deltog inte | Slovakien deltog inte |
| 2014   | Račice           | 0                     | 0                     | 1                     | 1                     |
| 2016   | Rom              | 0                     | 0                     | 0                     | 0                     |
| 2018   | Brandenburg      | ?                     | ?                     | ?                     | ?                     |
| 2022   | Banyoles         | ?                     | ?                     | ?                     | ?                     |
| Totalt | Totalt           | 2                     | 1                     | 3                     | 6                     |

## U24-landslaget

### IDBF-VM
I tabellen visas de medaljer som Slovakien tagit i VM som arrangeras av International Dragon Boat Federation (IDBF).
| År     | Värdort           | Guld                  | Silver                | Brons                 | Totalt                |
| ------ | ----------------- | --------------------- | --------------------- | --------------------- | --------------------- |
| 2009   | Račice            | 6                     | 2                     | 0                     | 8                     |
| 2011   | Tampa Bay         | Slovakien deltog inte | Slovakien deltog inte | Slovakien deltog inte | Slovakien deltog inte |
| 2013   | Szeged            | 0                     | 1                     | 5                     | 6                     |
| 2015   | Welland           | Slovakien deltog inte | Slovakien deltog inte | Slovakien deltog inte | Slovakien deltog inte |
| 2017   | Divonne-les-Bains | Slovakien deltog inte | Slovakien deltog inte | Slovakien deltog inte | Slovakien deltog inte |
| 2019   | Pattaya           | ?                     | ?                     | ?                     | ?                     |
| 2023   | Pattaya           | ?                     | ?                     | ?                     | ?                     |
| Totalt | Totalt            | 6                     | 3                     | 5                     | 14                    |

### EDBF-EM
I tabellen visas de medaljer som Slovakien tagit i EM som arrangeras av European Dragon Boat Federation (EDBF).
| År     | Värdort     | Guld | Silver | Brons | Totalt |
| ------ | ----------- | ---- | ------ | ----- | ------ |
| 2010   | Amsterdam   | 3    | 0      | 0     | 3      |
| 2016   | Rom         | ?    | ?      | ?     | ?      |
| 2018   | Brandenburg | ?    | ?      | ?     | ?      |
| 2022   | Banyoles    | ?    | ?      | ?     | ?      |
| Totalt | Totalt      | 3    | 0      | 0     | 3      |